# Rocca Maggiore
La rocca Maggiore domina da più di ottocento anni la cittadella di Assisi e la valle del Tescio, costituendo la più valida fortificazione per la loro difesa.

## Storia e descrizione

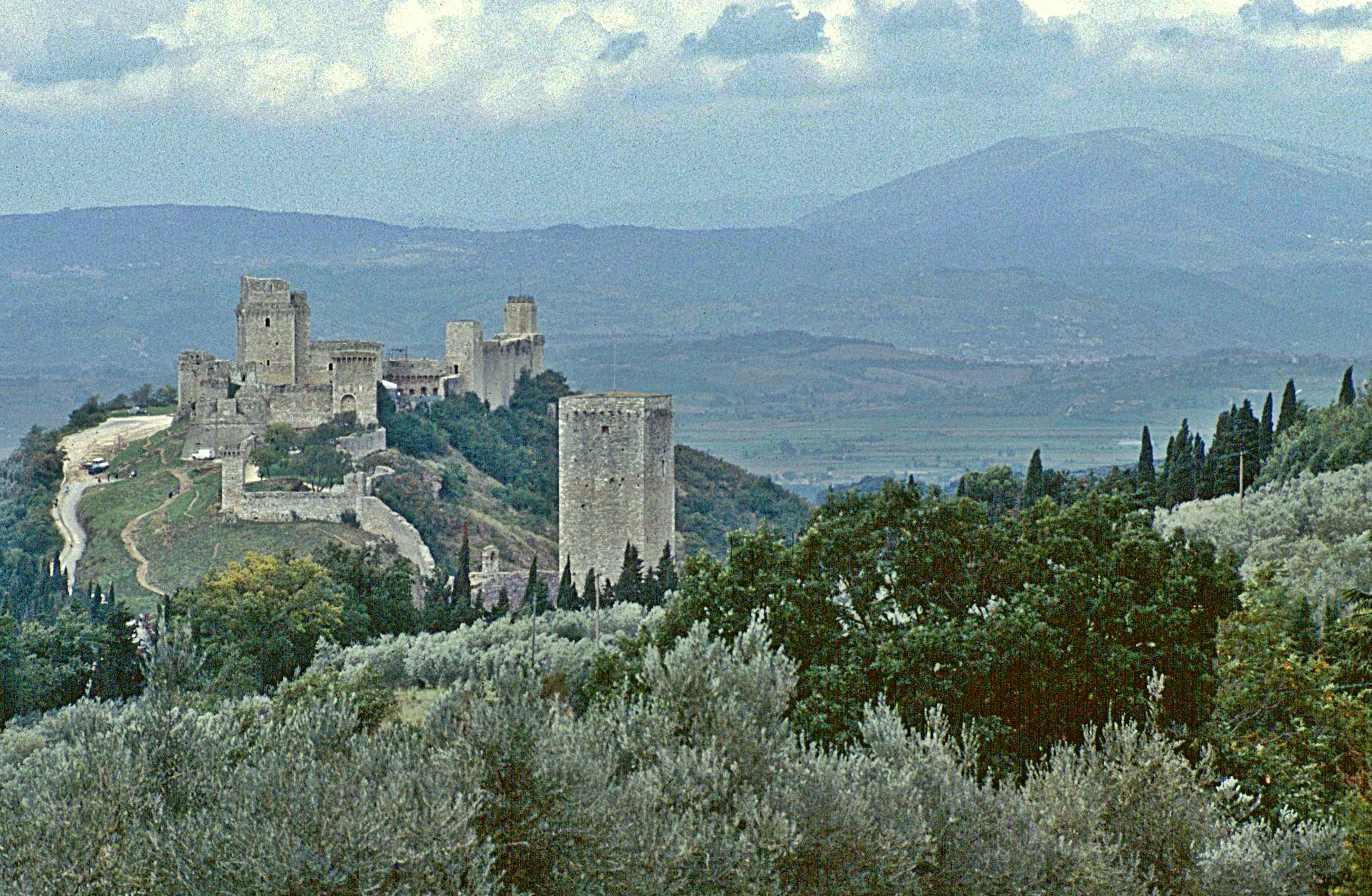
Veduta del complesso dal monte Subasio.

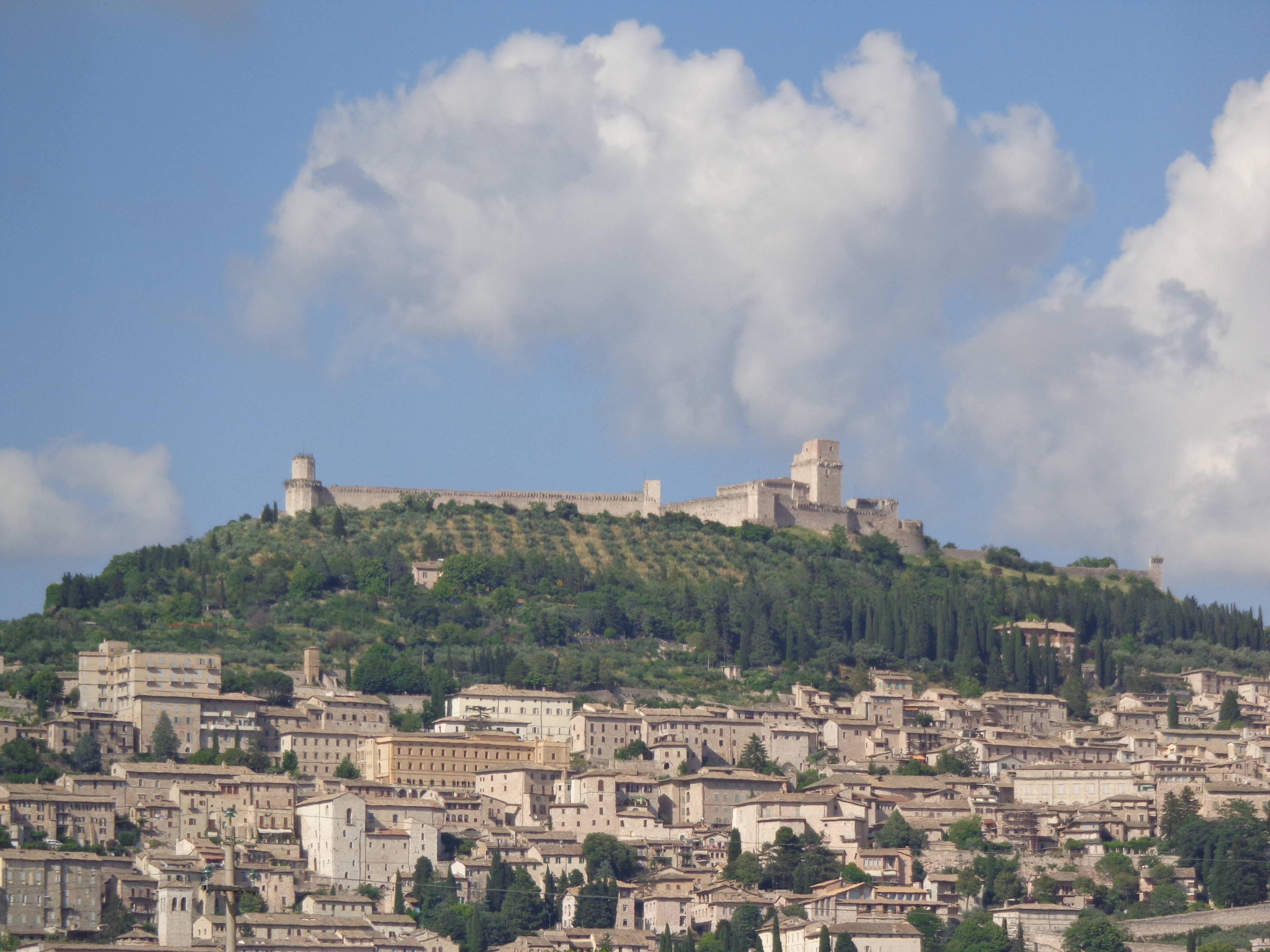
La rocca a dominio della città

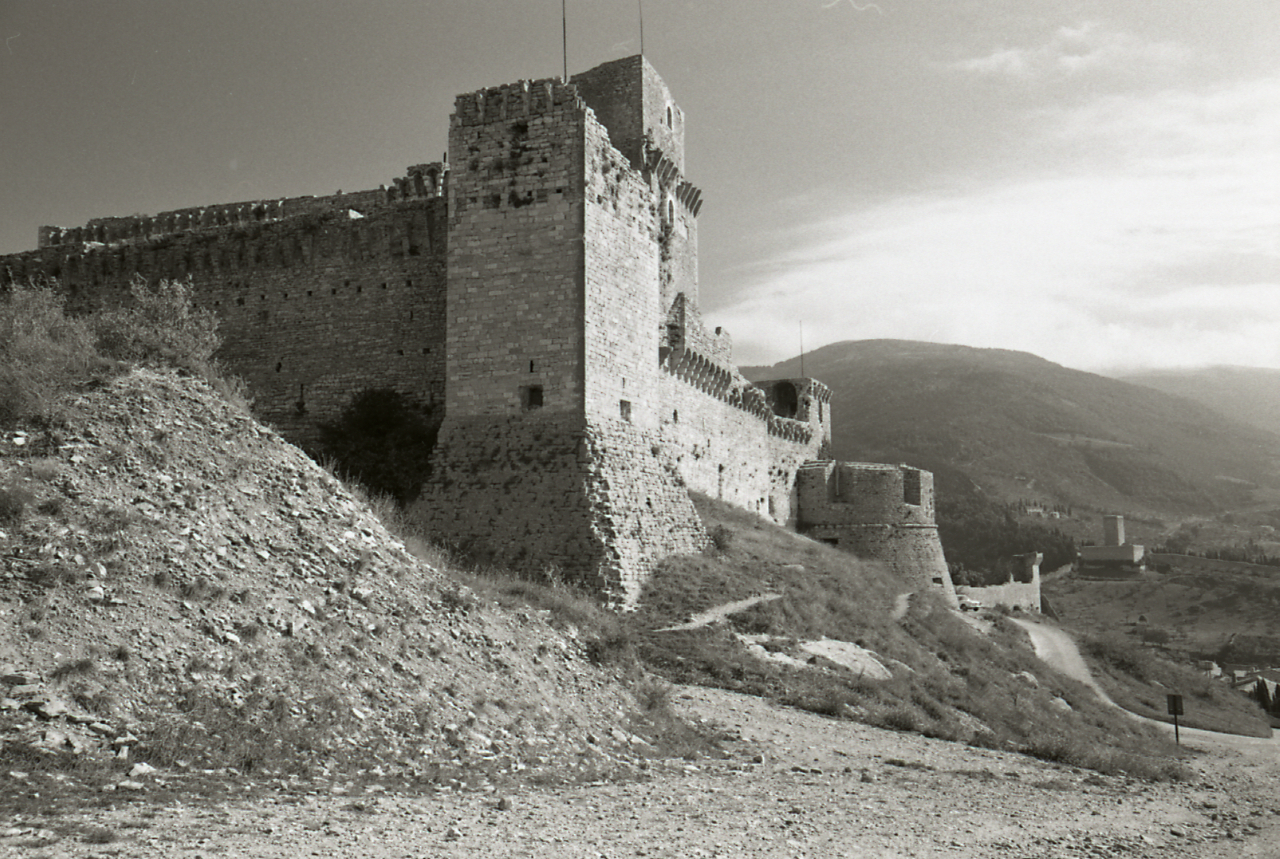
La rocca Maggiore in una foto di Paolo Monti del 1967

Si può raggiungere la fortezza a piedi attraverso la porta Perlici, eretta nel 1316: si ammirano le mura assisane ancora intatte  che, nel loro lungo percorso, agganciano le due rocche, Maggiore e Minore. Le prime notizie documentate inerenti al fortilizio risalgono al 1173, allorché il diplomatico e arcivescovo cattolico tedesco Cristiano di Magonza (1130-1183), cancelliere di Germania durante il regno dell'imperatore Federico I Barbarossa, occupò Assisi per conto del sovrano che vi soggiornò per poco tempo.
Vi risiedette, pure, il piccolo futuro re di Sicilia e imperatore Federico II di Svevia, affidato dalla madre Costanza d'Altavilla alla duchessa di Urslingen, moglie del duca di Spoleto e comes Assisi Corrado, uomo di fiducia del monarca svevo.
La regina imperatrice Costanza rientrò in Sicilia per poi ritornare ad Assisi con il consorte Enrico VI: il battesimo di Costantino fu celebrato nella cattedrale di San Rufino e gli fu imposto il nome augurale (dei due nonni) Federico Ruggero.
Nel 1198 la città passò alla parte guelfa del papa Innocenzo III e, il popolo, provocando ingenti danni alla fortezza, cacciò il legato imperiale con Federico che aveva solo quattro anni. In quell'anno Francesco d'Assisi aveva sedici anni. La rocca sarà ricostruita, nel rispetto dell'impianto medievale, nel 1356, per iniziativa del cardinale Egidio Albornoz (1310-1367), incaricato da Innocenzo VI, da Avignone, di consolidare le fortificazioni dello Stato Pontificio.
Nel 1458, il capitano di ventura perugino e signore di Assisi Jacopo Piccinino (1423-1465)fece costruire il torrione poligonale nord-occidentale, fatto terminare poi dal papa Pio II e collegato al resto delle mura da un corridoio munito e rafforzato.
Il complesso della rocca è costituito da una cerchia muraria, realizzata con la pietra rosa del monte Subasio, a forma di trapezio, con torri ad ogni angolo, che include la cassaforma quadrangolare, ristrutturata, nel 1478, da Sisto V, sulla quale si innalza il possente mastio.
Alla parte interna della fortezza (in cui, nel 1972, furono girate alcune scene del film "Fratello sole, sorella luna", diretto dal regista Franco Zeffirelli) si accede per l'ingresso del bastione rotondo, fatto realizzare nel 1535 da Paolo III Farnese: si giunge, quindi, al vasto cortile recintato, dove un tempo vi erano le stanze di servizio, e al maschio, già dimora del castellano, ripartito in quattro locali raggiungibili con una scala a chiocciola.
La rocca Maggiore si congiunge, tramite le mura trecentesche, con la rocca Minore, o rocchetta, o cassero di sant'Antonio, voluta dall'Albornoz nel 1360 al fine di consolidare, verso il monte, quella parte di fortificazione.
La fortezza è stata inserita nella lista dei Monumenti Vivi, il primo in Umbria insieme alla torre del Popolo, perché utilizzata da specie animali protette (rondone comune, chirotteri ed altre) come sito riproduttivo o area rifugio  e per questo luogo importante per la biodiversità urbana.

## La rocca nella cultura di massa
Nel 1980, le Poste Italiane dedicarono alla rocca un francobollo da 800 lire, facente parte della raccolta nota come "Castelli d’Italia".

## Galleria d'immagini

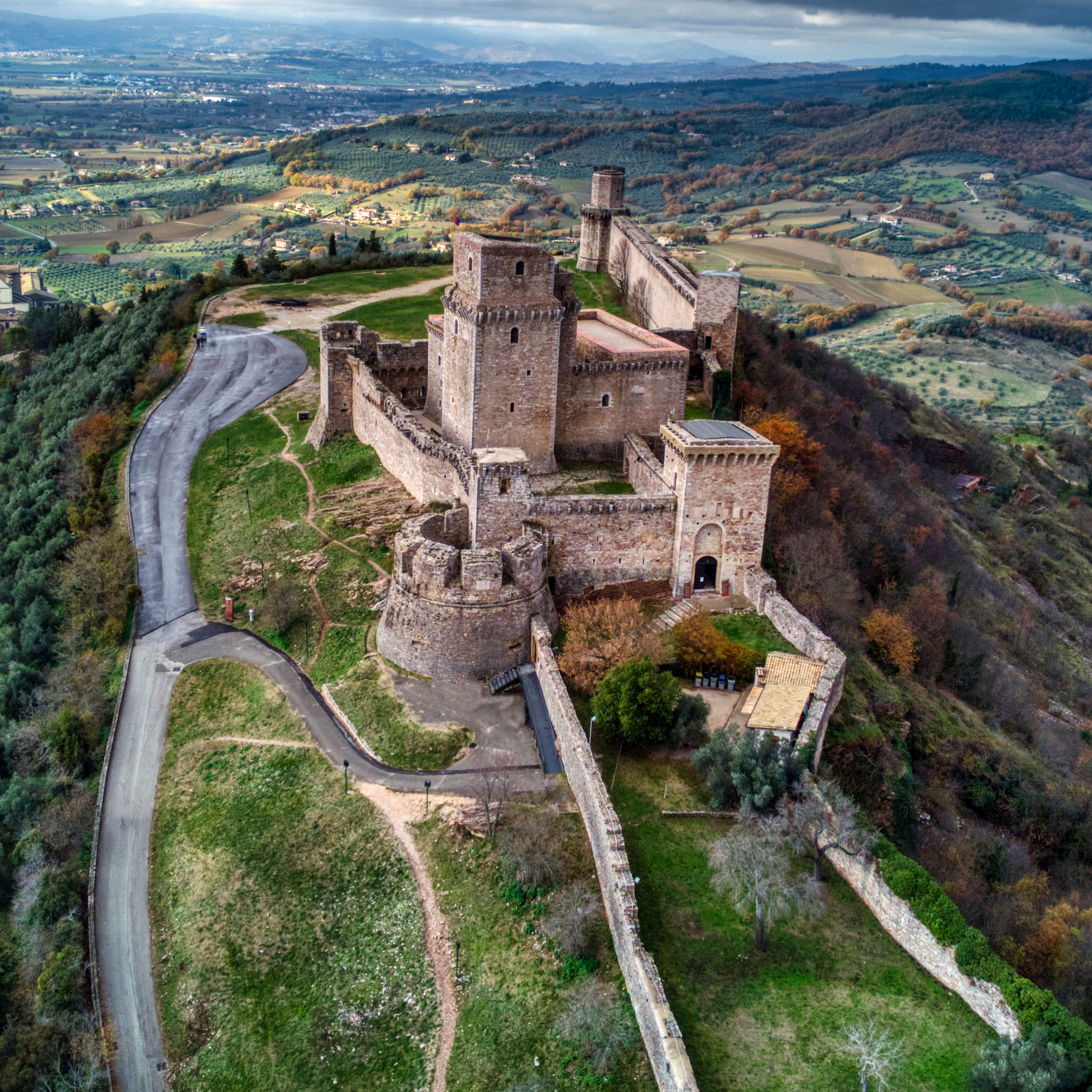
Veduta della rocca
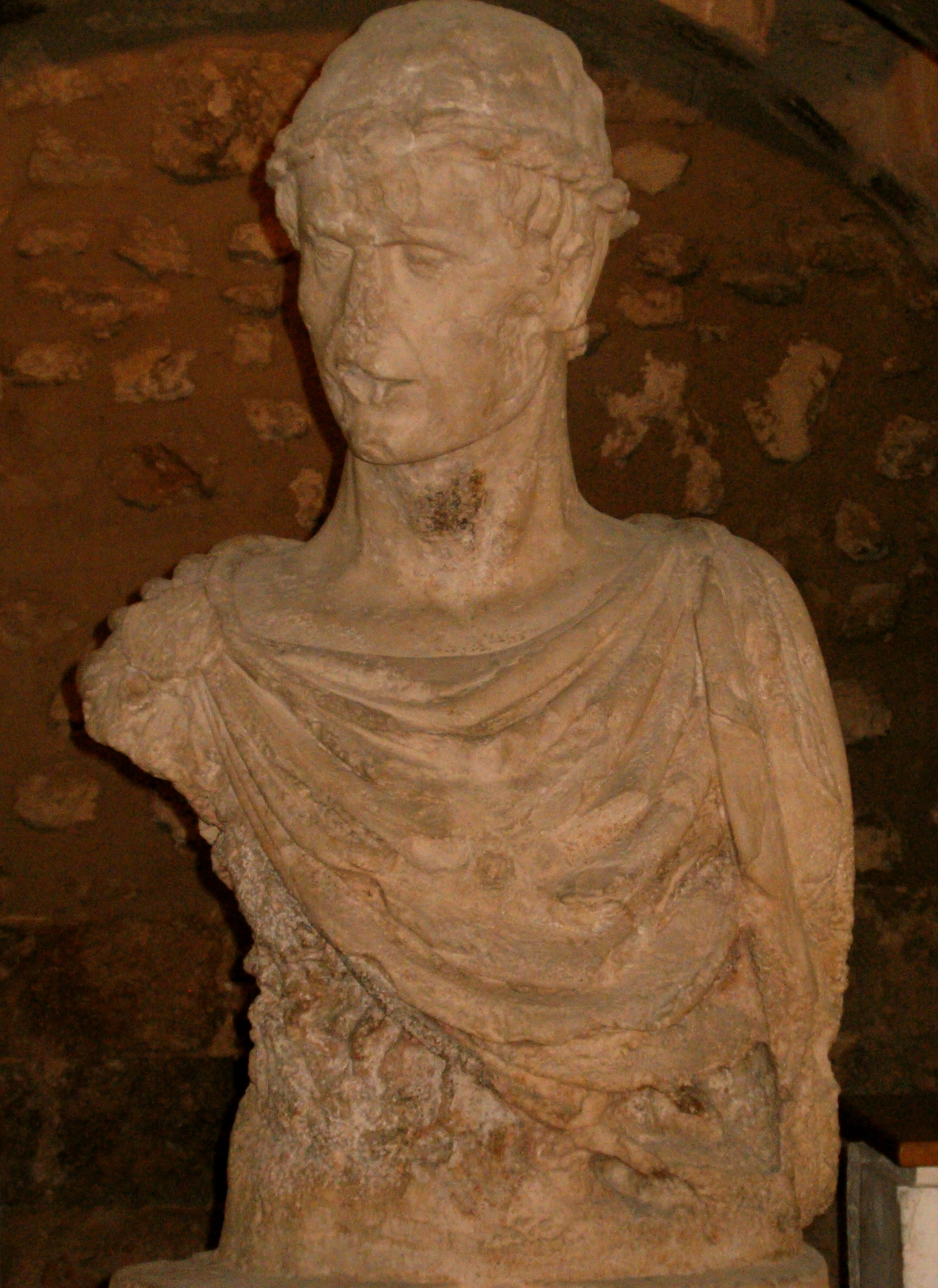
Federico II, giovane
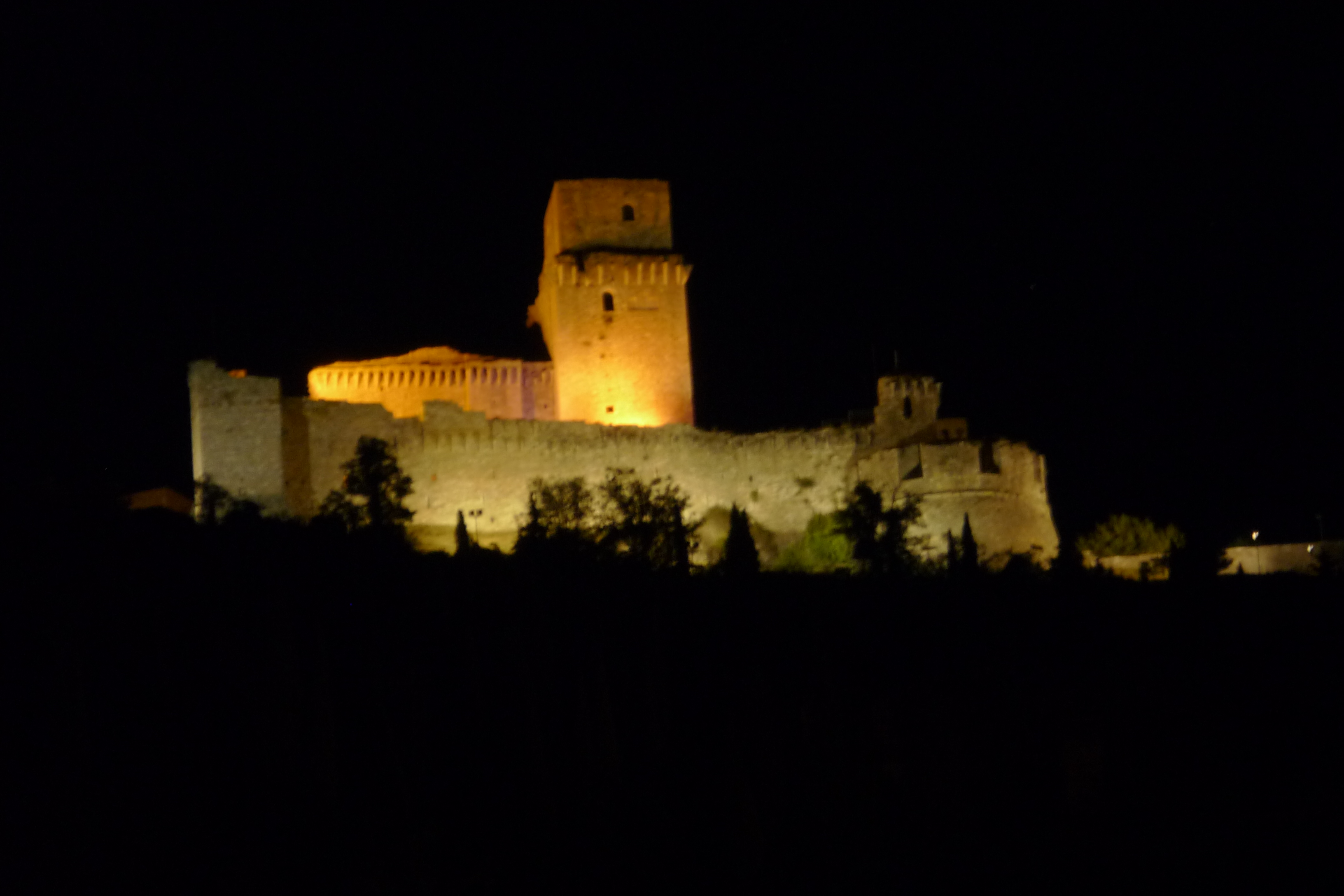
La rocca, di notte
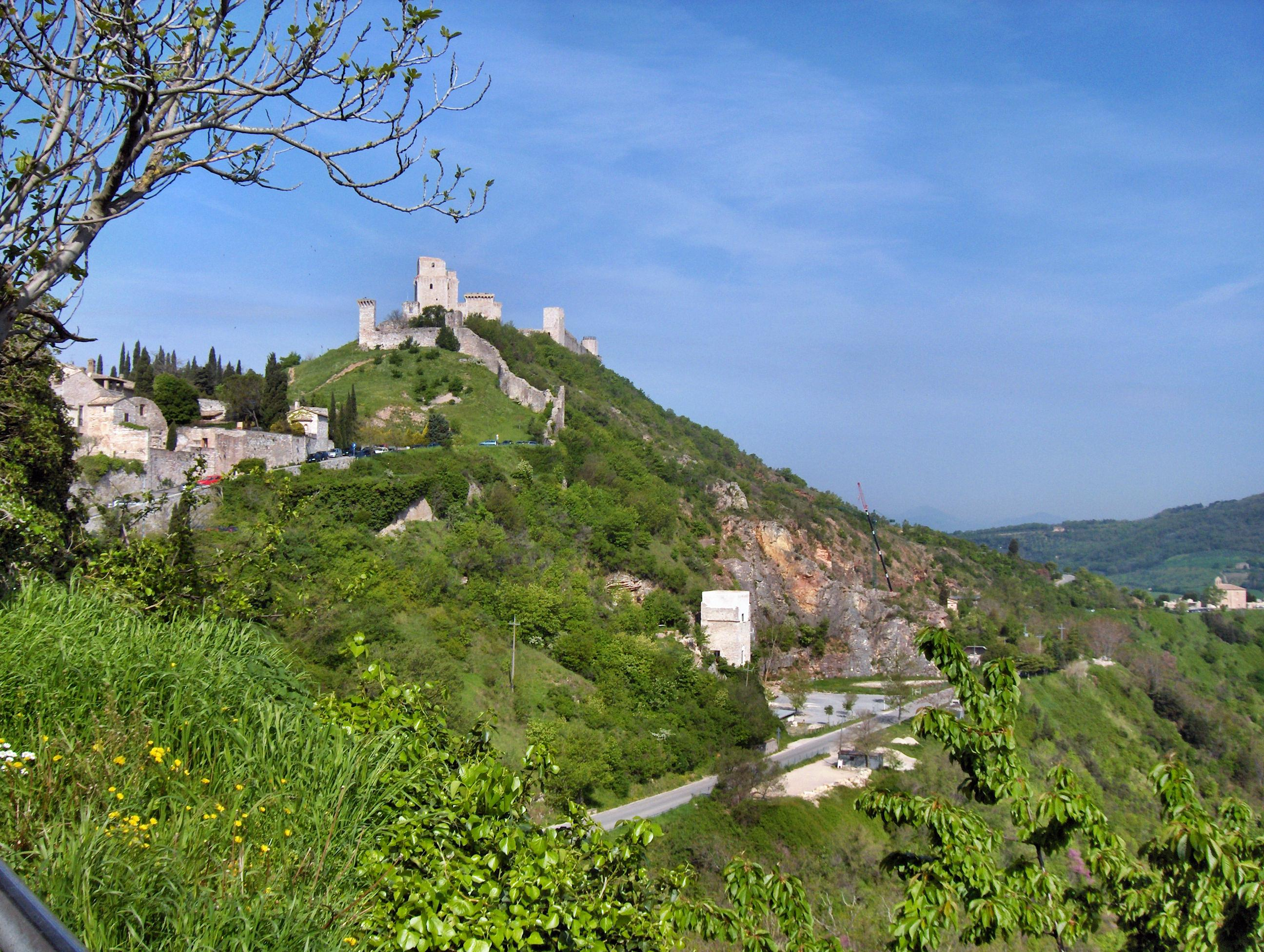
Veduta della rocca
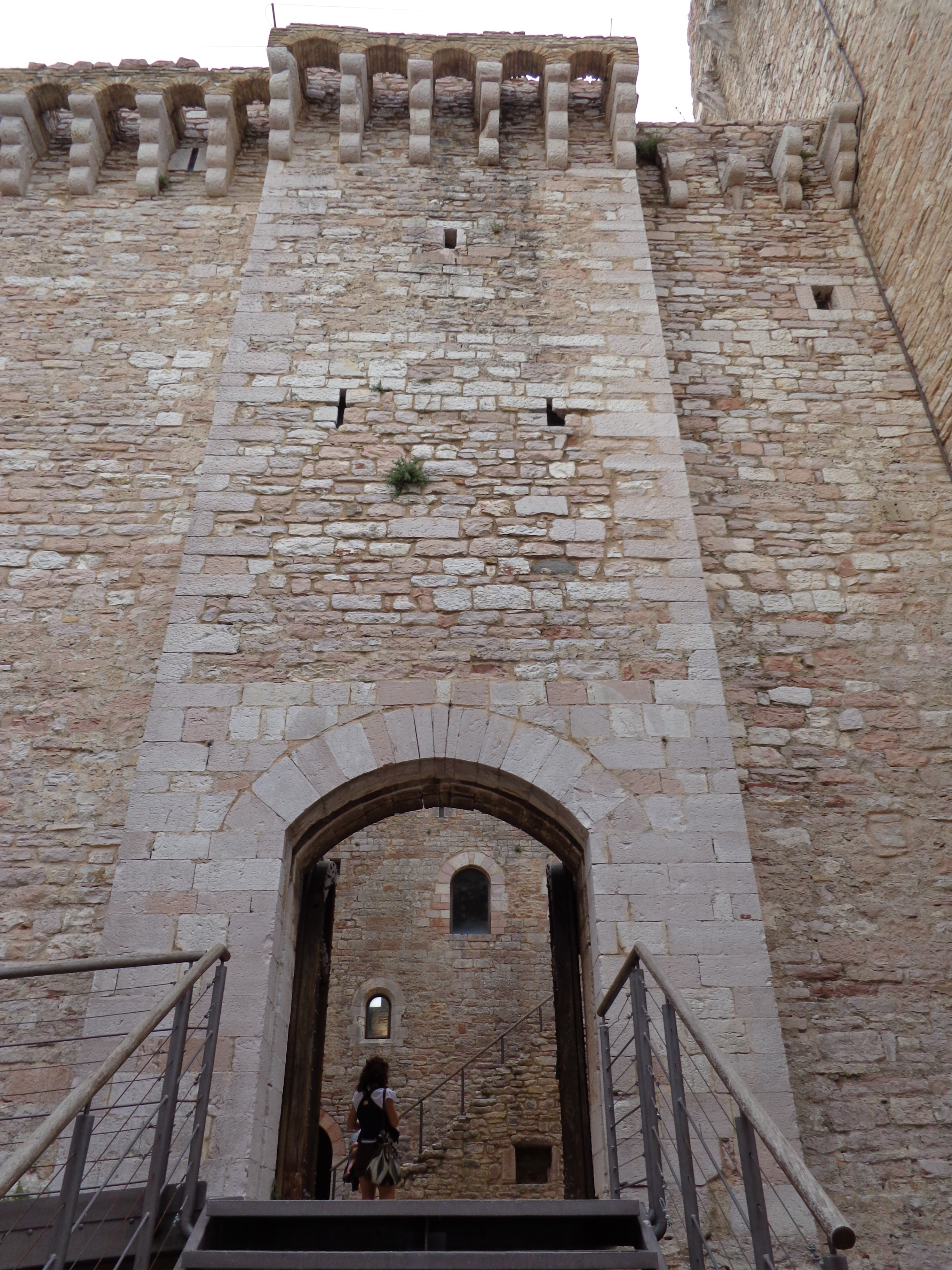
L'ingresso
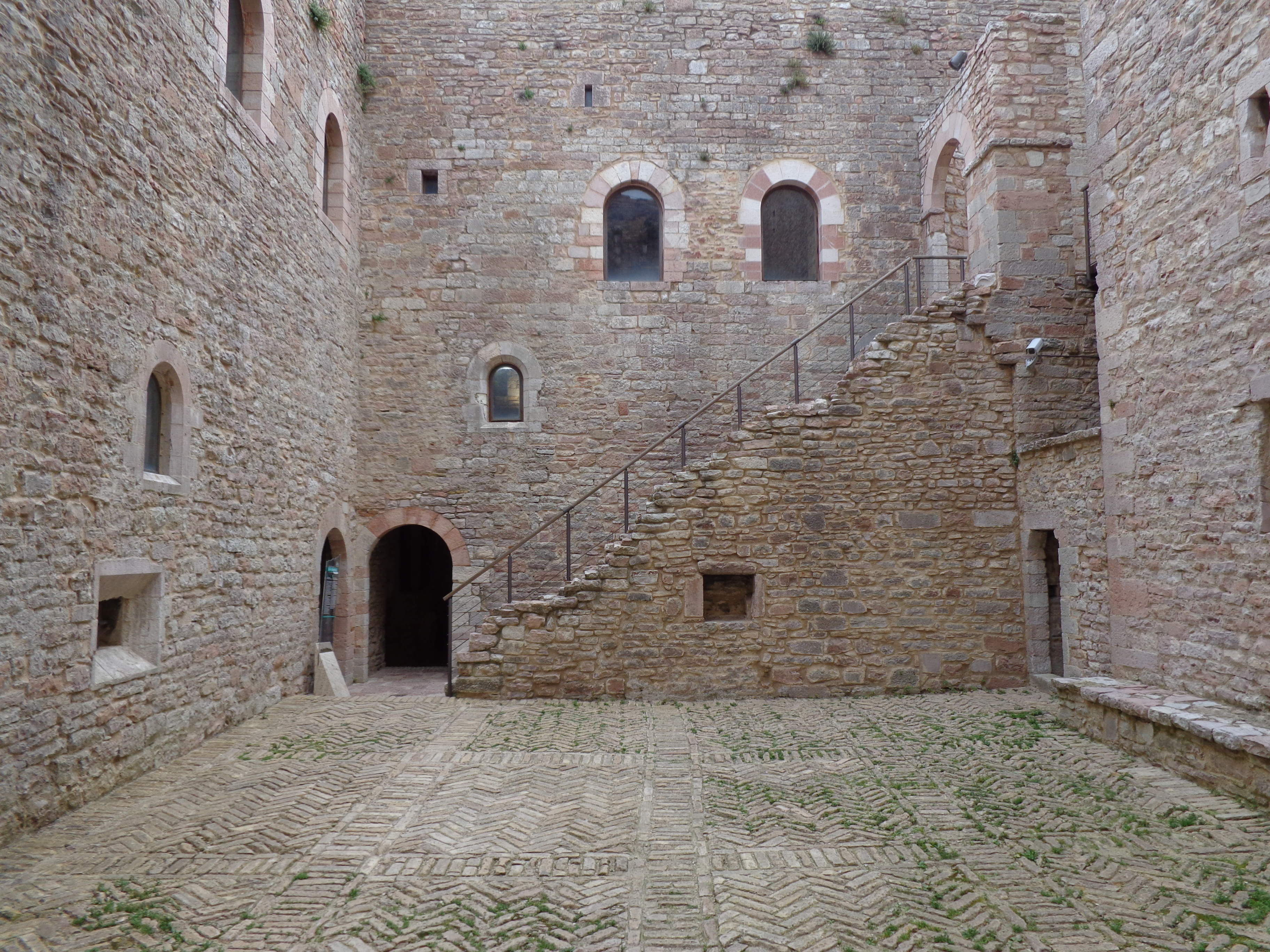
Il cortile chiuso
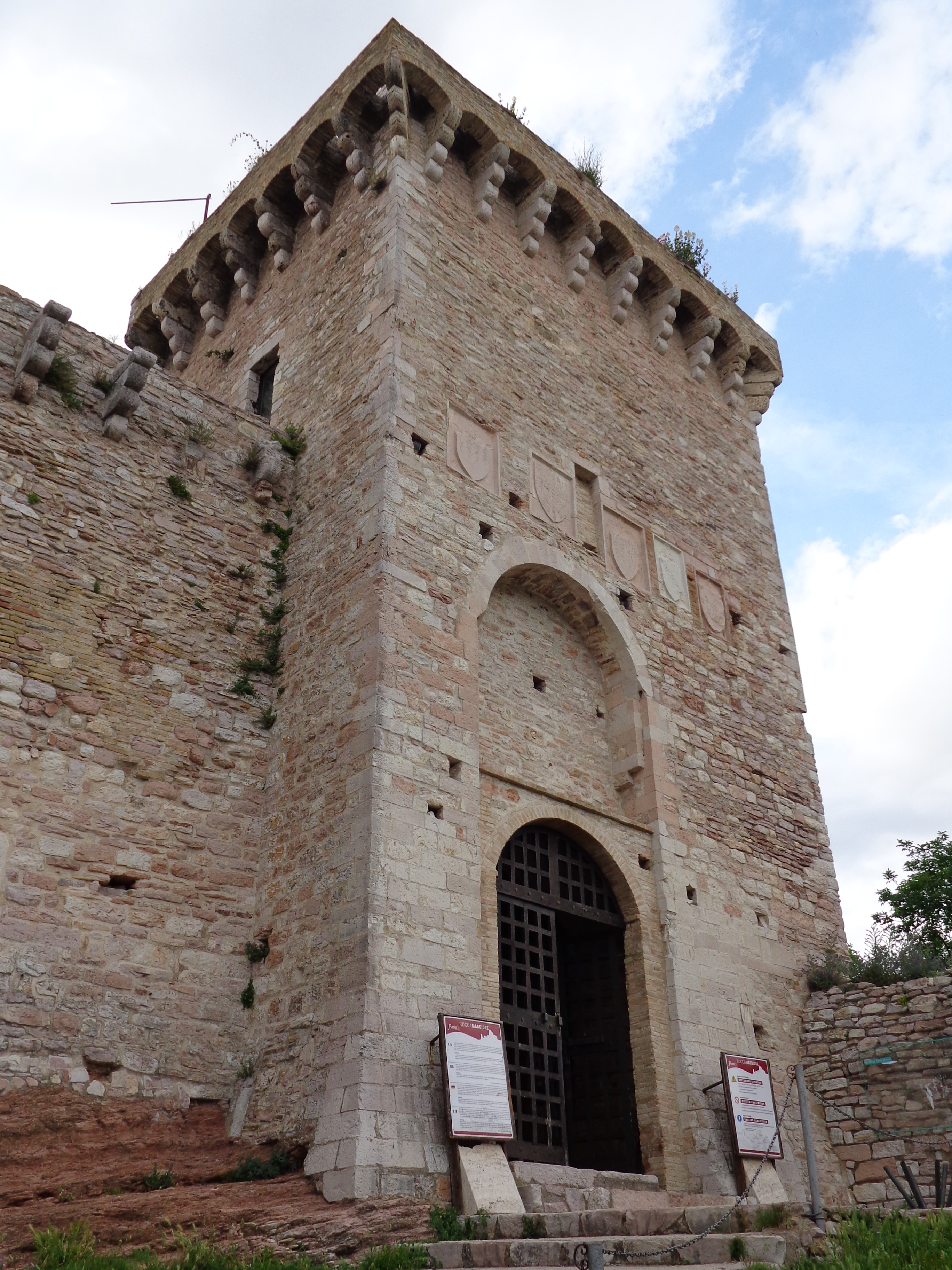
Il torrione
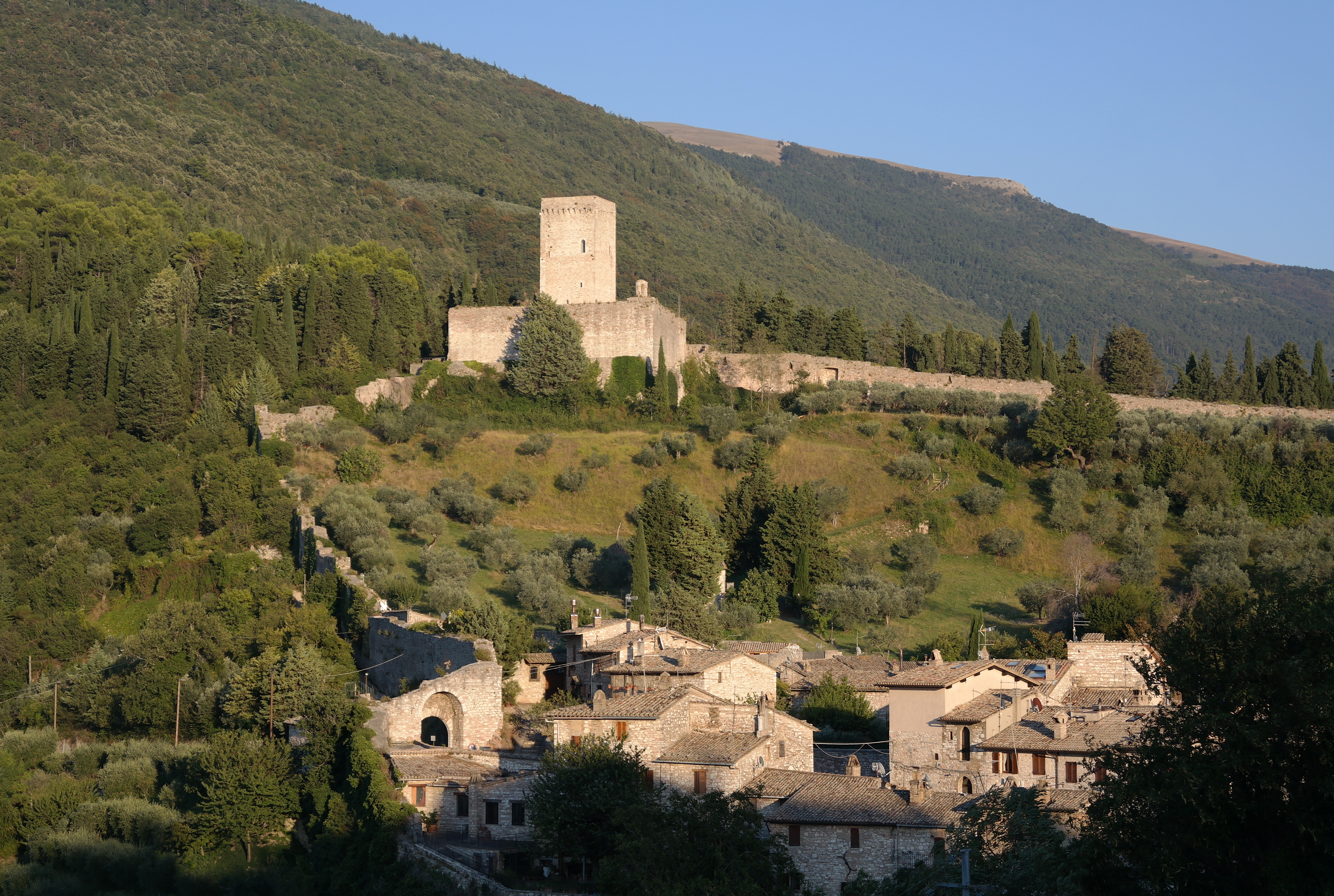
La rocca Minore